# Supercopa Argentina 2016
La Supercopa Argentina 2016 è stata la 5ª edizione della Supercopa Argentina.
Si è tenuta in gara unica allo Stadio Ciudad de La Plata di Buenos Aires il 4 febbraio 2017 e ha visto contrapposti i campioni argentini 2016 del Lanús ed i detentori della  Coppa d'Argentina 2015-2016 del River Plate.
Ad imporsi fu il Lanús, che vinse per 3-0 e mise in bacheca il trofeo per la prima volta. 

## Tabellino
| Arbitro: | Germán Delfino |

|                                         |            |                  |
| Acosta 70’ Pasquini 80’ Sand 88’ (rig.) | Marcatori  |                  |
| Jorge Almirón                           | Allenatori | Marcelo Gallardo |